# 胡英傑
胡英傑（?—?），陕西榆林人，清朝政治人物。
康熙10年（1671年），擔任清朝遵义府婺川縣知縣。后由楊可芳接任。